# Дации (Хорольский район)
Дации (укр. Дації) — село,
Мусиевский сельский совет,
Хорольский район,
Полтавская область,
Украина.
Код КОАТУУ — 5324883205. Население по переписи 2001 года составляло 18 человек.

## Географическое положение
Село Дации находится в 2,5 км от левого берега реки Сула,
на расстоянии в 1 км от сёл Бурлаки и Шкили.

## История
Есть на карте 1869 года как хутор Дациев